# Käte Oswald
Käte Oswald, auch Käthe Oswald (* 27. Dezember 1890 als Katharina Wilhelmine Maria Paar in Düsseldorf, Deutsches Reich; † 19. August 1985 in Los Angeles, Kalifornien, Vereinigte Staaten), war eine deutsche Schauspielerin.

## Leben
Katharina Wilhelmine Maria Paar trat in den frühen 1910er Jahren an Bühnen in Dortmund, Aachen und Nürnberg auf. 1913 heiratete sie in Berlin den Regisseur Richard Oswald, dem sie in ihrer Heimatstadt Düsseldorf bei einer Theaterverpflichtung begegnet war.
Während sie die Theaterarbeit ruhen ließ, spielte die Künstlerin unter dem neuen Namen Käte bzw. Käthe Oswald zwischen 1915 und 1922 in einer Reihe von Filmen mit, die nahezu ausschließlich unter der Regie ihres Mannes entstanden. Ihre letzten Auftritte absolvierte Kät(h)e Oswald unter dem Pseudonym Käte Waldeck in Oswalds aufwendigen Historien- und Kostümstoffen Lady Hamilton und Lucrezia Borgia. 1922 erfolgte ihr Rückzug aus dem Filmgeschäft, und sie konzentrierte sich auf die Erziehung ihrer beiden Kinder Ruth und Gerd.
1933 floh die Familie Oswald aus Deutschland (ihr Mann galt aufgrund seiner Abstammung als Jude) und ließ sich Ende November 1938 in Hollywood nieder. Auch dort kehrte Käte Oswald nicht mehr zur Schauspielerei zurück. Während eines Besuchs von Käte und Richard Oswald bei ihren Düsseldorfer Verwandten im Jahre 1963 verstarb ihr Mann.

## Filmografie
- 1915: Schlemihl
- 1915: Und wandern sollst du ruhelos …
- 1916: Hoffmanns Erzählungen
- 1916: Das unheimliche Haus
- 1916: Der chinesische Götze
- 1917: Es werde Licht!, 1. Teil
- 1917: Des Goldes Fluch
- 1917: Königliche Bettler
- 1917: Der Tod des Baumeisters Olsen
- 1918: Rennfieber
- 1918: Es werde Licht!, 3. Teil
- 1918: Das Kainszeichen
- 1918: Das Dreimäderlhaus
- 1918: Es werde Licht!, 4. Teil: Sündige Mütter
- 1919: Die Reise um die Erde in 80 Tagen
- 1920: Manolescus Memoiren
- 1921: Lady Hamilton
- 1922: Lucrezia Borgia